# Xinlu Hai
Xinlu Hai (kinesiska: 新路海) är en sjö i Kina. Den ligger i provinsen Sichuan, i den sydvästra delen av landet, omkring 490 kilometer väster om provinshuvudstaden Chengdu. Xinlu Hai ligger 4 017 meter över havet. Arean är 2,2 kvadratkilometer. Trakten runt Xinlu Hai består i huvudsak av gräsmarker. Den sträcker sig 2,7 kilometer i nord-sydlig riktning, och 1,1 kilometer i öst-västlig riktning.
Genomsnittlig årsnederbörd är 900 millimeter. Den regnigaste månaden är juni, med i genomsnitt 222 mm nederbörd, och den torraste är december, med 3 mm nederbörd.